# Kendall County (Illinois)
 For alternative betydninger, se Kendall County. (Se også artikler, som begynder med Kendall County)
Kendall County er et county i Illinois, USA.
41°35′N 88°26′V / 41.59°N 88.43°V